# 關樾
關樾（212年—265年後），傳說記載之人物，聲稱是東漢末年劉備屬下武將關羽孫，關平長子。

## 人物記載
此人雖沒記載於《三國志》，但有記載於清朝地方志以及傳說。
漢末樊城之戰時，祖父關羽與父親關平被孫權大軍所捉，於是樾母親趙氏險幸脫離險境，帶關樾避於民間，躲過了孫權大軍，並且改姓為“門”後來魏滅蜀之戰時，龐會因為其父龐德於樊城之戰被關羽處死，所以盡誅關羽後代，關樾隱姓埋名，故此逃過一劫。晉朝以後，關樾才從民間出來，還原姓氏，保留後代。

## 家庭
祖父為劉備屬下大將關羽，外祖父爲趙雲；父親為關平，母親是趙雲之女；叔父為蜀漢侍中關興，舅舅是蜀漢中护军、镇东将军赵统及蜀漢牙门将赵广；堂兄弟為蜀漢將領關統及關彝。